# System Shock
System Shock je akcijsko-pustolovska videoigra razvijalcev Looking Glass Technologies, ki je izšla marca 1994 v založbi Origin Systems. Igra predstavlja mejnik med prvoosebnimi akcijskimi igrami, tako v smislu tehnologije kot po nekaterih prvič uporabljenih igralnih elementih, ki so kasneje postali nepogrešljiv del tovrstnih iger. Tako je za razliko od drugih prvoosebnih akcijskih iger tistega časa okolje povsem 3D, v njem lahko igralec gleda gor in dol, skače, počepa, pleza in se nagiba okrog vogalov.
Dogajanje je postavljeno v kiberpankovsko okolje izmišljene vesoljske postaje leta 2027. Igralec prevzame vlogo neimenovanega hekerja, ki ima nalogo ustaviti zlonamerno umetno inteligenco.
Leta 1999 je izšlo še uspešnejše (predvsem v smislu prodaje) nadaljevanje z naslovom System Shock 2. Isti razvijalci so, tokrat pod okriljem podjetja Irrational Games, leta 2007 izdelali prvi del serije BioShock, ki so jo v intervjujih opisali kot »idejnega naslednika« serije System Shock.